# Журавлівка (Харків)
Журавлівка — історичний район міста Харкова, розташований у східній частині міста. Забудова, здебільшого — одноповерхові приватні будинки.
Чисельність населення — близько 20 тисяч людей.

## Історія та назва
Одна з найстаріших частин міста Харкова, виникла одночасно з заснуванням Харківської фортеці або на декілька років раніше. Згідно з Г. Квіткою-Основ'яненком, першою на нинішній території Харкова на правому березі річки Харків у 1650-х роках виникла підміська слобода Журавлівка (нинішня Дальня Журавлівка).
- Згідно з однією з версій, назву свою вона отримала від криниці, над якою стояв «журавель» для підйому води.
- За іншою версією, оскільки місцевість лівого берега річки Харків була болотиста, із численною кількістю озер, там удосталь водилися водоплавні птахи і гніздилися журавлі.

У XVII столітті під Журавлівськими схилами йшла Білгородська дорога на Білгород і Москву.
Північна частина вулиці Шевченка (у минулому — Журавлівська та Дальня Журавлівська вулиці) були забудовані в XVII столітті, південна (у минулому — Білгородська вулиця) — лише у другій половині XIX століття.
У списках населених місць Харківської губернії 1864 року в слободі Журавлівка в 100 дворах мешкало 850 людей.
Інтенсивна забудова Білгородської вулиці (Ближньої Журавлівки), що поєднала Дальню Журавлівку, якій на той час було більш ніж двісті років, з містом Харків, почалася тільки після відкриття Технологічного інституту в 1885 році.
До XX століття під час весняних повеней Журавлівку часто заливало водою.

## Географічне положення
Журавлівка починається від Горбатого мосту (Чигиринського мосту) й тягнеться на північний схід уздовж річки Харків.
Ближче до центру міста, до метромосту, уздовж колишньої Білгородської вулиці, знаходиться Ближня Журавлівка. Уздовж колишньої Журавлівської вулиці, біля Гідропарку та під Журавлівськими схилами 13-го міського цвинтаря — Дальня Журавлівка.

### Кордони
- З заходу Журавлівка обмежена обривом і крутими Журавлівськими схилами Нагірного району до річки Харків.
- З півночі — вулицею Тахіатаська та територію цвинтаря № 13.
- Зі сходу та півдня — річка Харків відділяє Журавлівку від іншого району — Тюрінки

## Визначні місця
- Журавлівський гідропарк, місце відпочинку. Площа 180 га.
- Журавлівське мініральне джерело
- Парк відпочинку «Карякін сад»
- Харківський метроміст
- Церква Петра і Павла
- Вірменська апостольська церква

## Транспортні комунікації
Крізь територію Журавлівки проходить Салтівська лінія Харківського метрополітену. На території району є одна станція метро — Київська.
Також по території Журавлівки проходить декілька маршрутів трамваю.

## Галерея

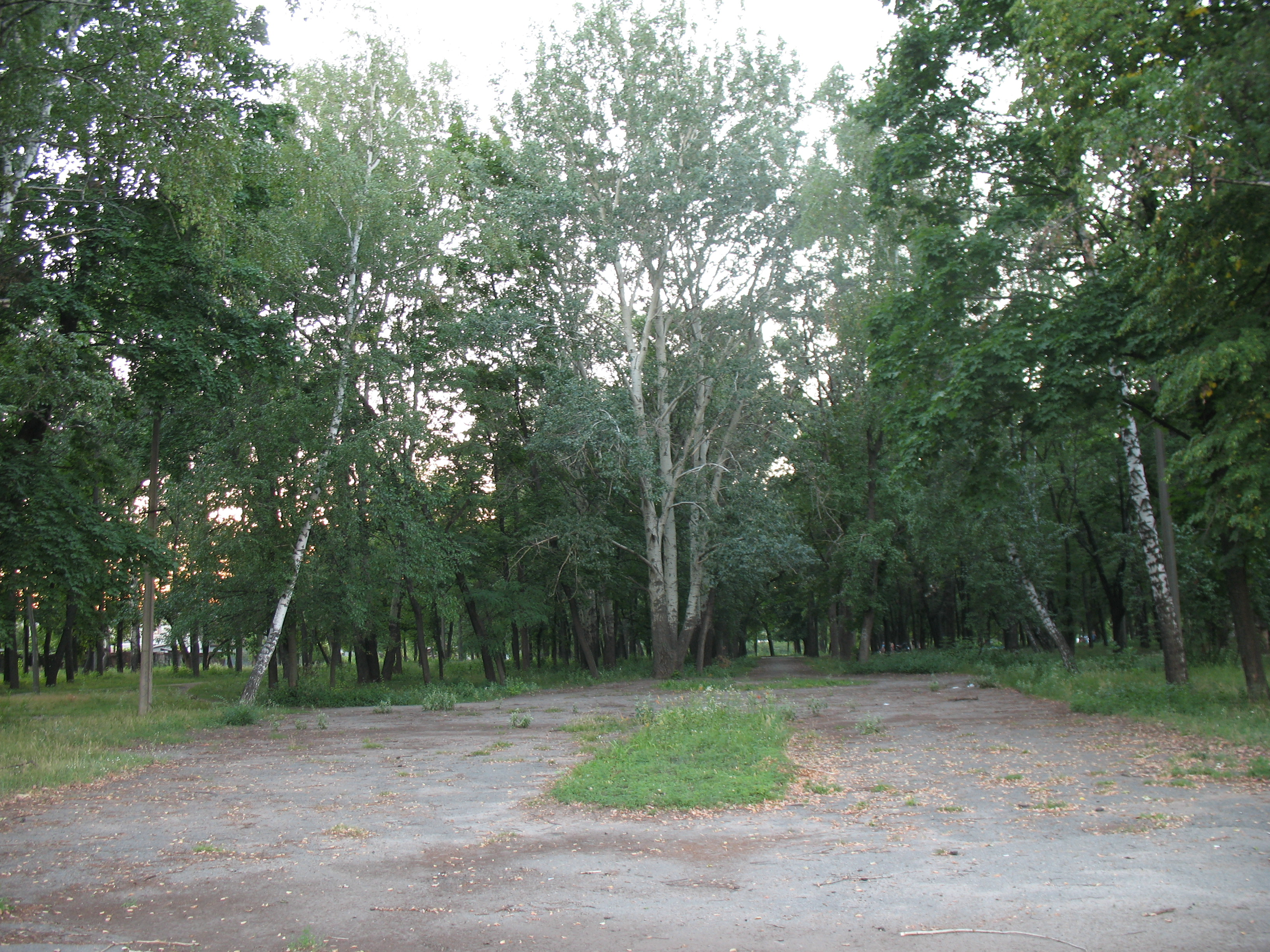
Карякін сад
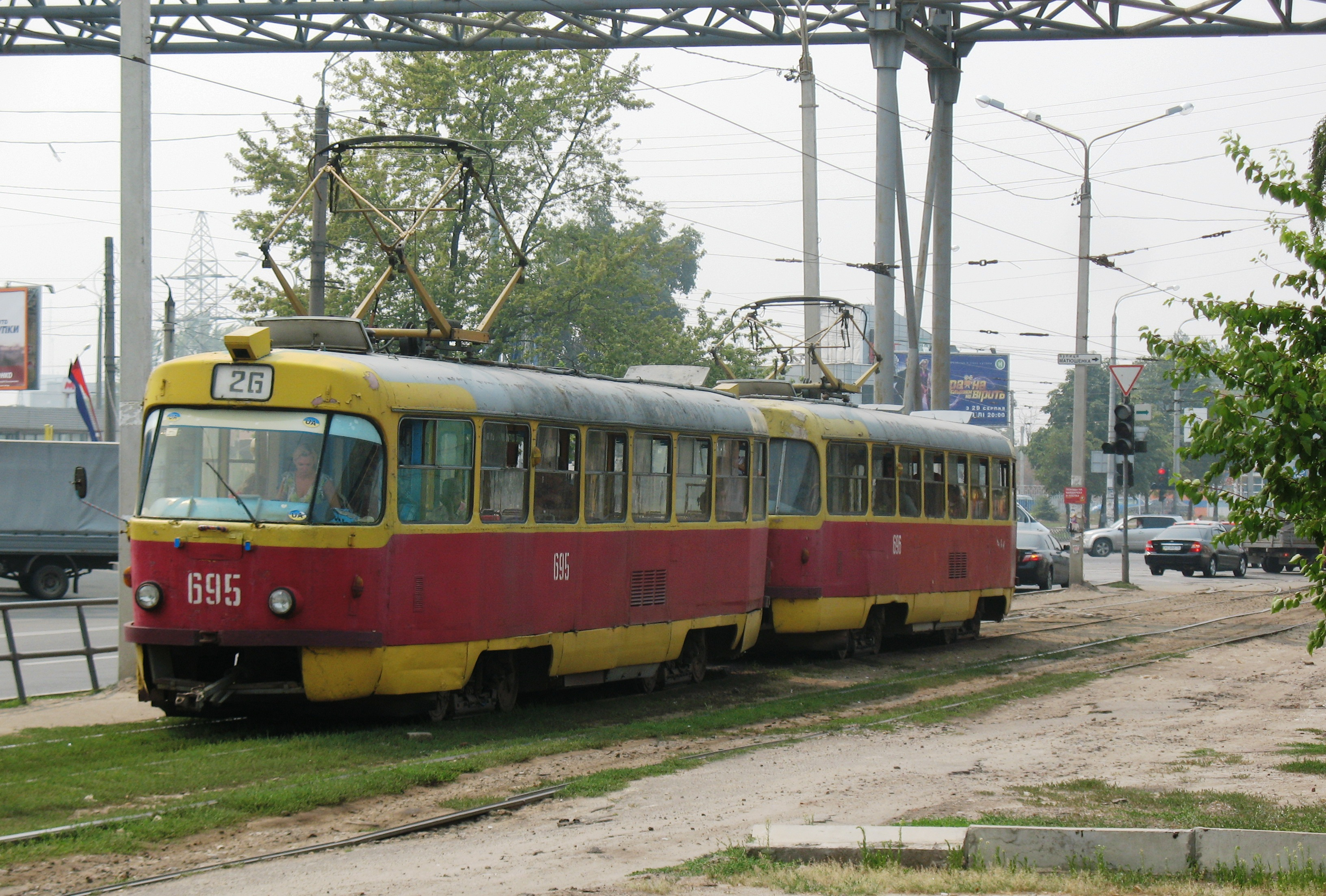
Трамвай на вулиці Шевченка
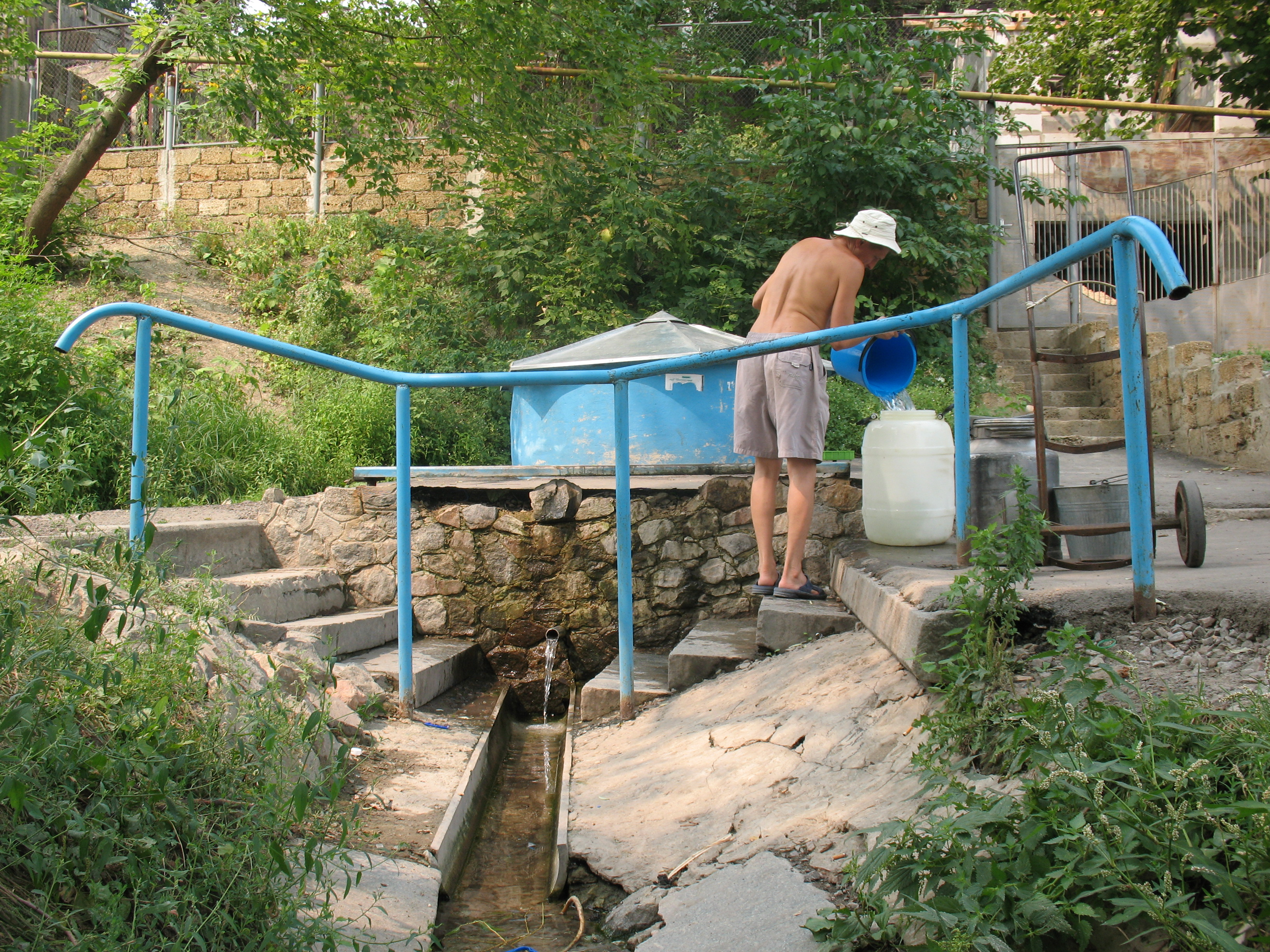
Журавлівське мініральне джерело
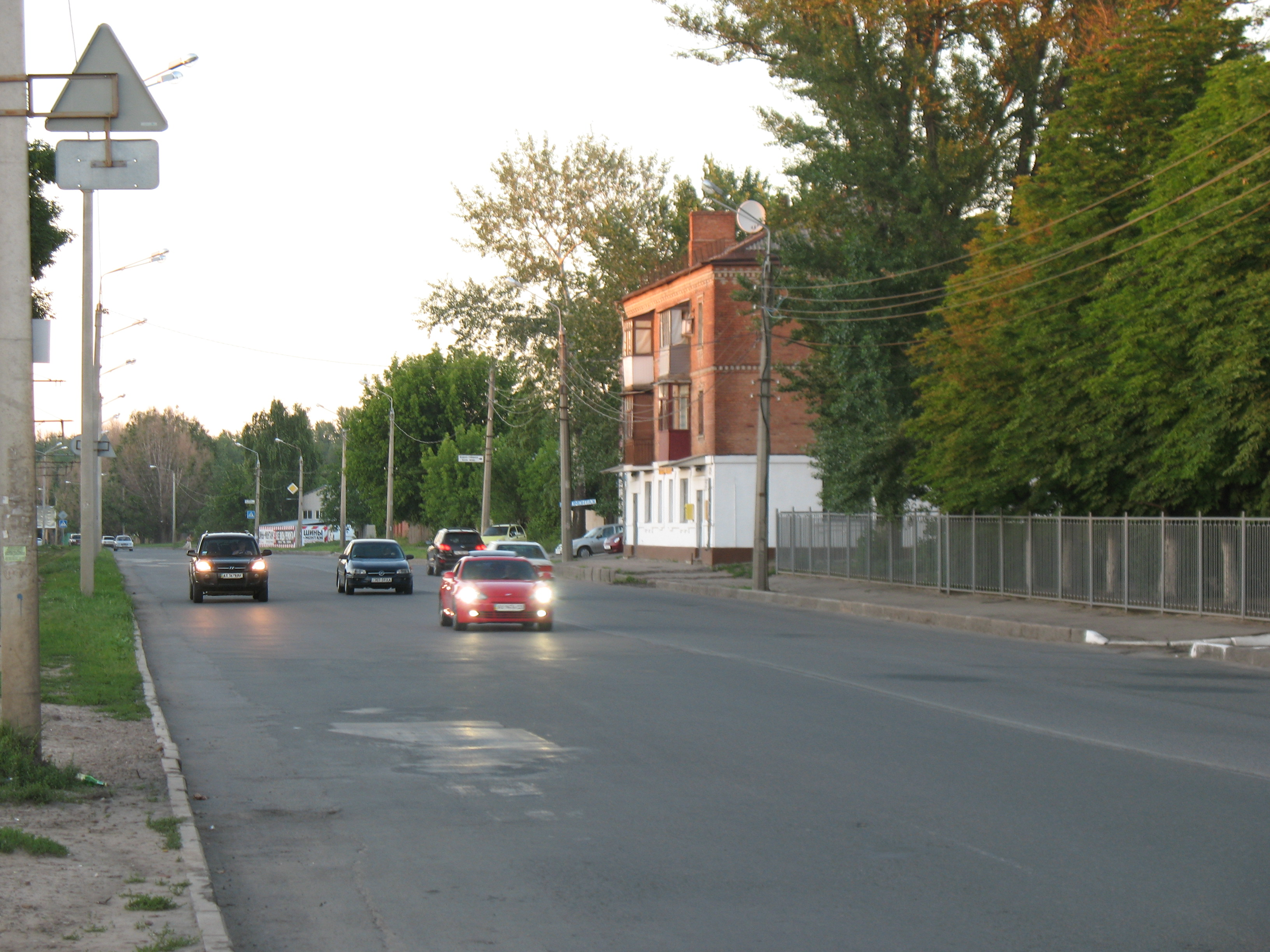
Вулиця Шевченка
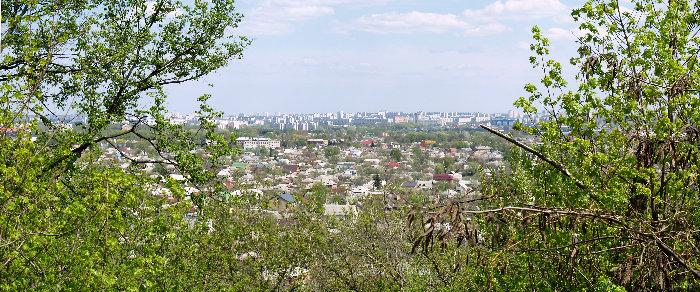
Загальний вид Журавлівки
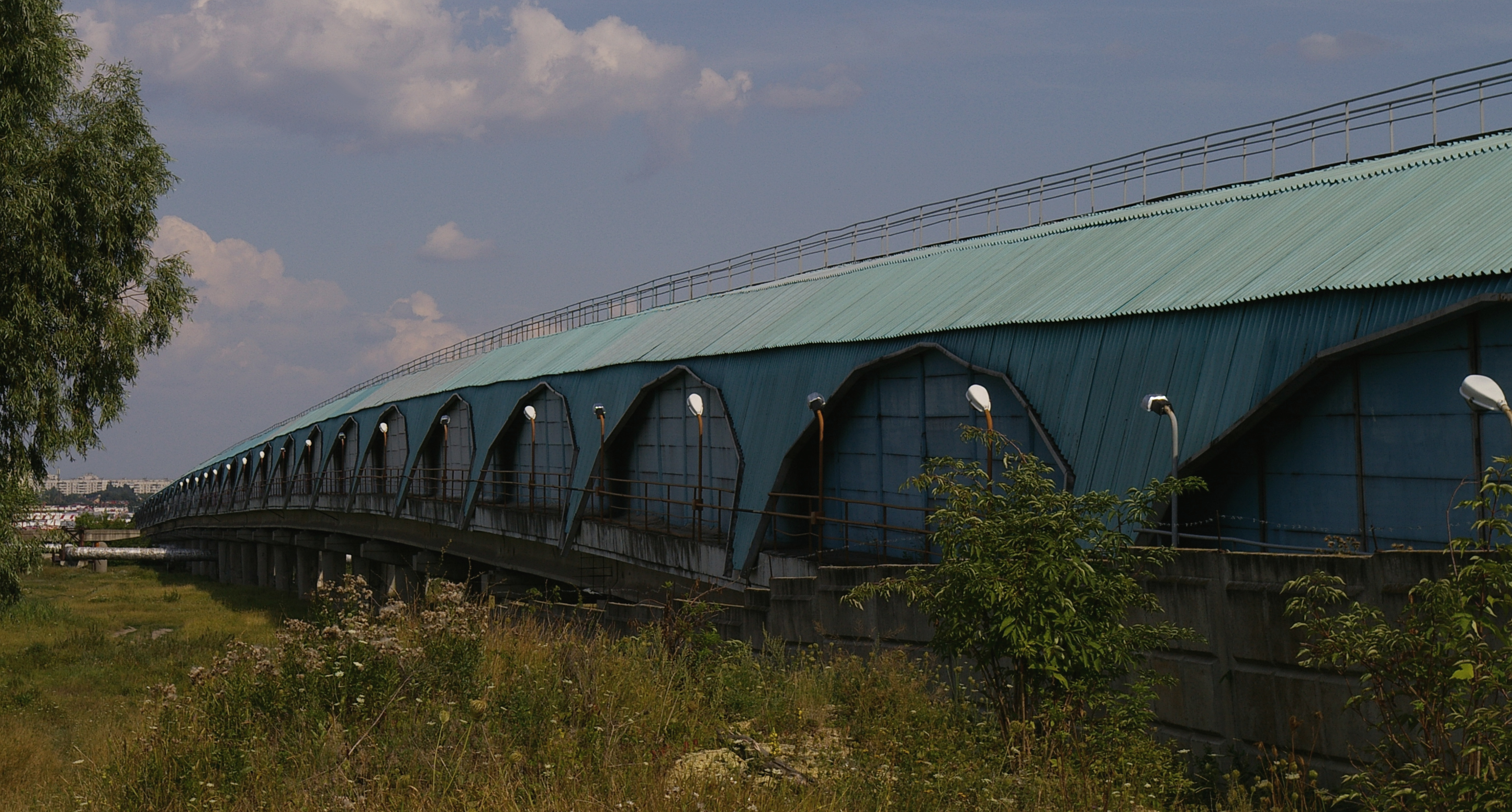
Харківський метроміст